# Heinrich-Schütz-Archiv
Das Heinrich-Schütz-Archiv wurde 1988 von Wolfram Steude in Dresden gegründet. Es ist nach dem deutschen Komponisten Heinrich Schütz benannt und ist heute ein Forschungsinstitut für mitteldeutsche Musikgeschichte.

## Geschichte
Bereits 1972, aus Anlass des Schütz-Jahres, hatte sich Siegfried Köhler, der damalige Rektor der Hochschule für Musik Carl Maria von Weber in Dresden, mehrfach für ein Schütz-Zentrum ausgesprochen. Es sollte die wissenschaftlichen und populärwissenschaftlichen Aktivitäten um Heinrich Schütz und sein Werk in einem Zentrum bündeln.
Mit der Anstellung von Steude zum Aufbau einer Forschungsstelle, zunächst als Vorbereitung der Schütz-Ehrung in der DDR 1985, wurde das Vorhaben für die Errichtung eines Heinrich-Schütz-Archivs begonnen. Nach mehrjähriger Vorbereitungszeit wurde am 27. Mai 1988 in einem Gebäude der Hochschule für Musik Carl Maria von Weber das Heinrich-Schütz-Archiv als eine Forschungsstelle für die mitteldeutsche Musikgeschichte des 16. und 17. Jahrhunderts eröffnet.
Vorrangig wurde die Quellenerfassung und Quellensammlung (vor allem in Kopien unterschiedlicher Art) von Dokumenten von und zu Schütz und seinem Werk betrieben. Es wurde teilweise an die vor über 100 Jahren abgebrochene Quellenarbeit von Moritz Fürstenau angeknüpft.

## Gegenwart
Heute nennt sich die Forschungsstelle auch Institut. Sie ist dem Institut für Musikwissenschaft an der Hochschule für Musik Carl Maria von Weber  zugeordnet. Sie verfügt nicht über Originalquellen. Die Bezeichnung Archiv leitet sie von ihrer umfangreichen Mikrofilmsammlung von Text- und Notenquellen her. Neben der Schütz-Forschung bildet die Erforschung der Musik in Dresden bis zum Ende der Barockzeit einen Schwerpunkt.
Das Heinrich-Schütz-Archiv gibt in Zusammenarbeit mit dem Carus-Verlag die Stuttgarter Schütz-Ausgabe als Gesamtausgabe der Werke Heinrich Schütz’ heraus.